# Wszechświęte (województwo świętokrzyskie)
Wszechświęte – wieś w Polsce położona w województwie świętokrzyskim, w powiecie opatowskim, w gminie Sadowie.
W latach 1975–1998 miejscowość należała administracyjnie do województwa tarnobrzeskiego.
Dawniej Wszechświęte i sąsiednie Grocholice stanowiły jedną miejscowość, a ich nazwy były używane zamiennie. Współcześnie Wszechświęte jest oddzielnym sołectwem. W części publikacji miejscowy kościół nadal opisywany jest jako znajdujący się w Grocholicach. Znajduje się on jednakże na obszarze obecnej wsi Wszechświęte.
Przez wieś przechodzi  czerwony szlak rowerowy do Opatowa.

## Części wsi

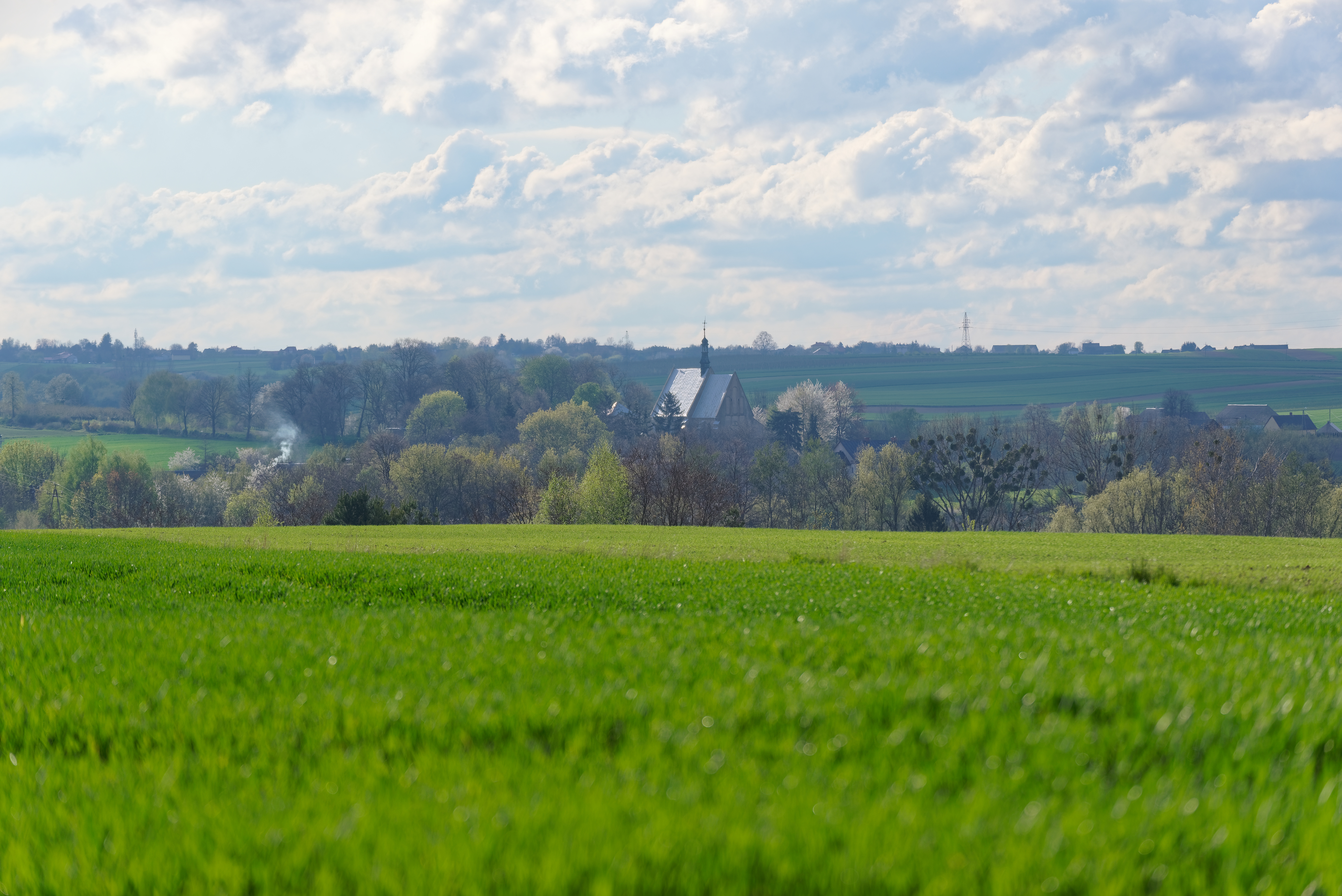
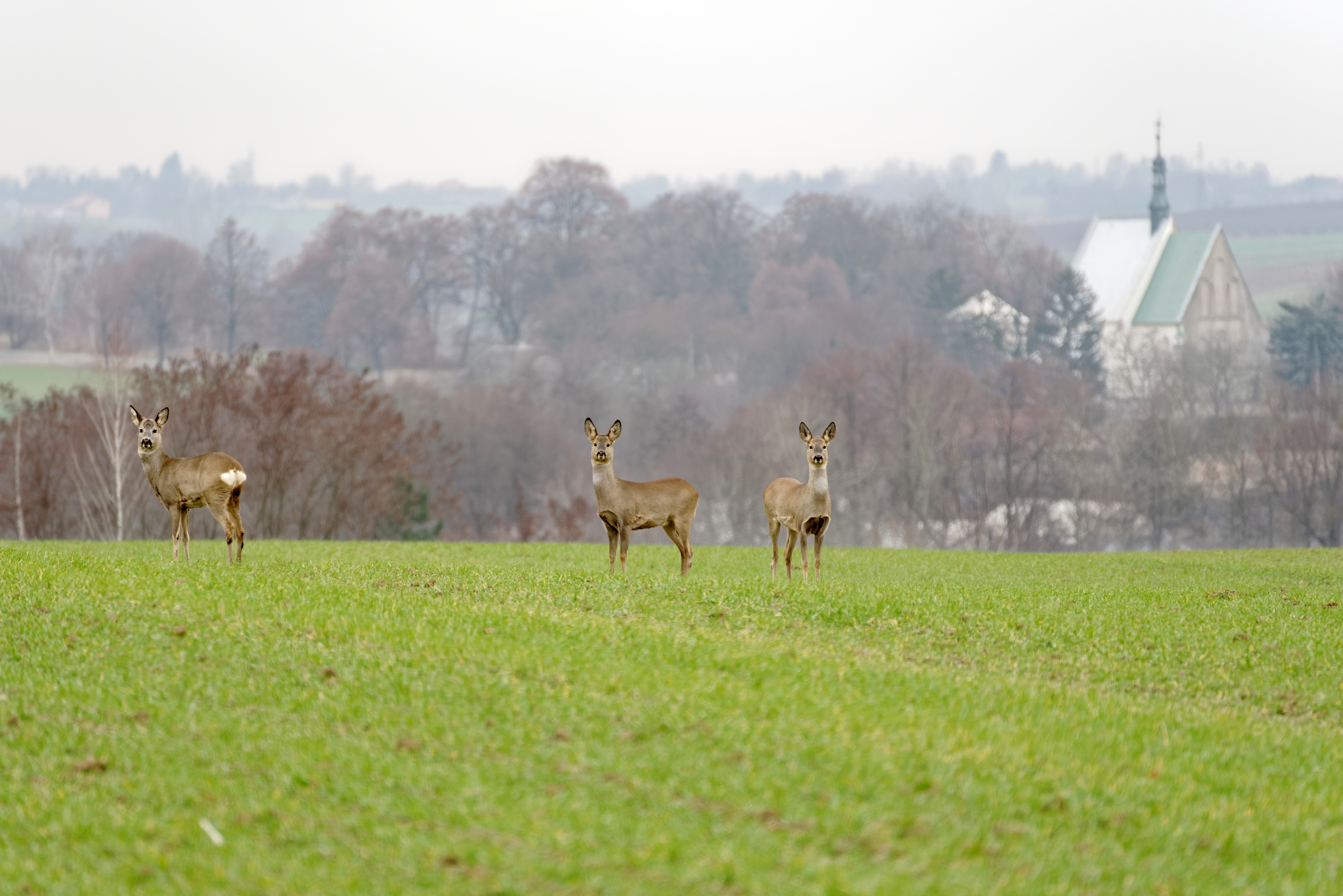
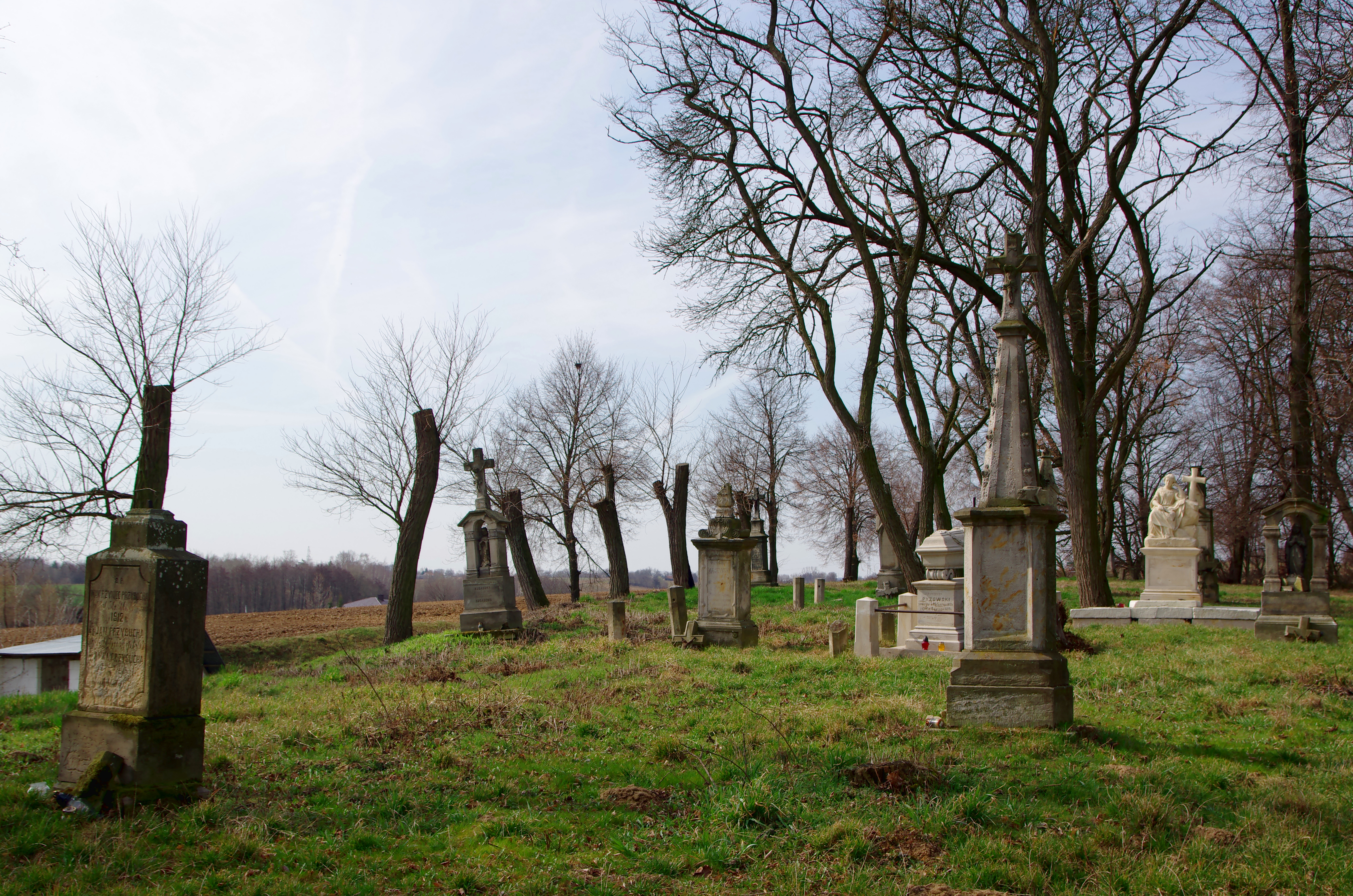
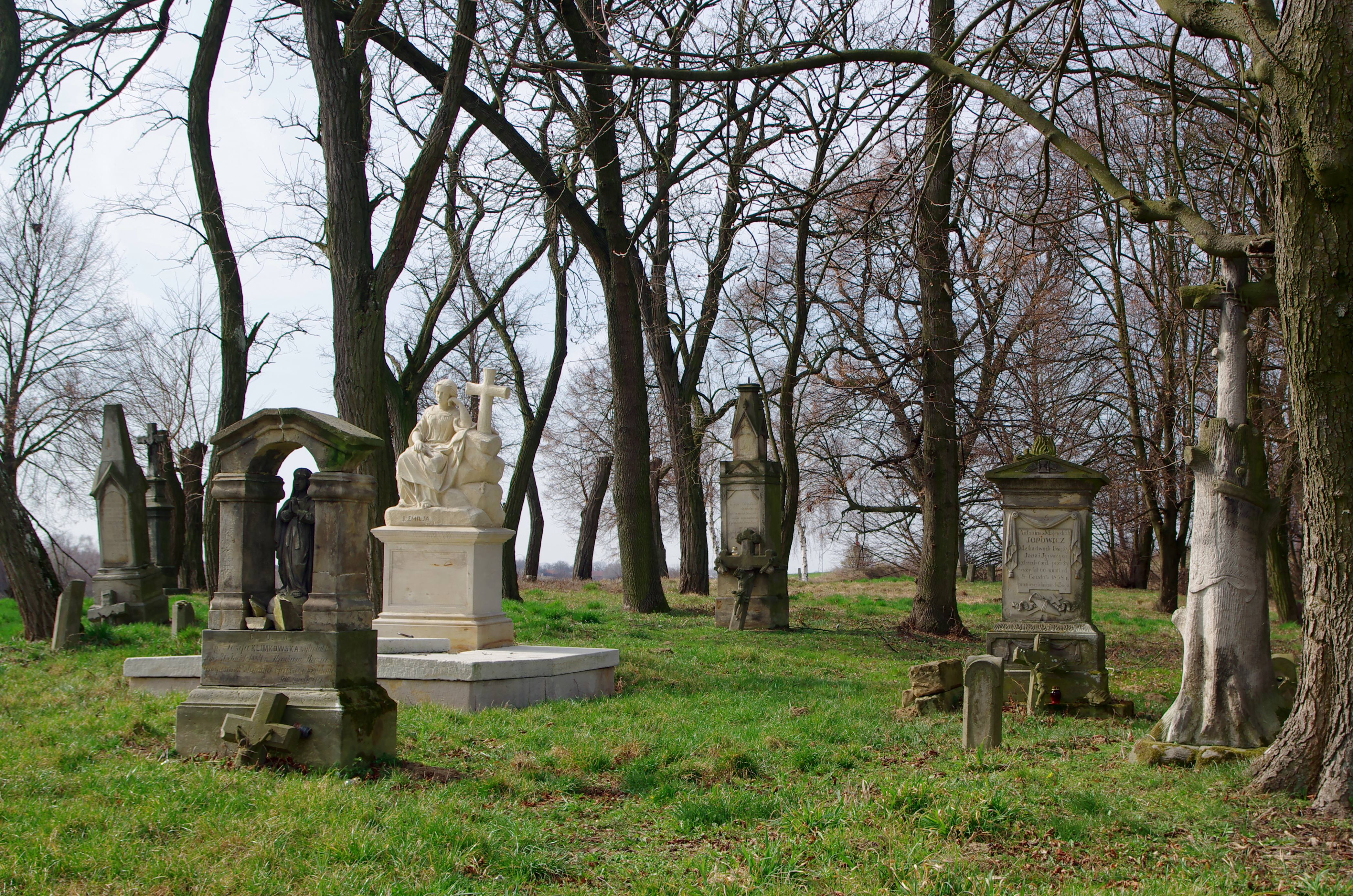
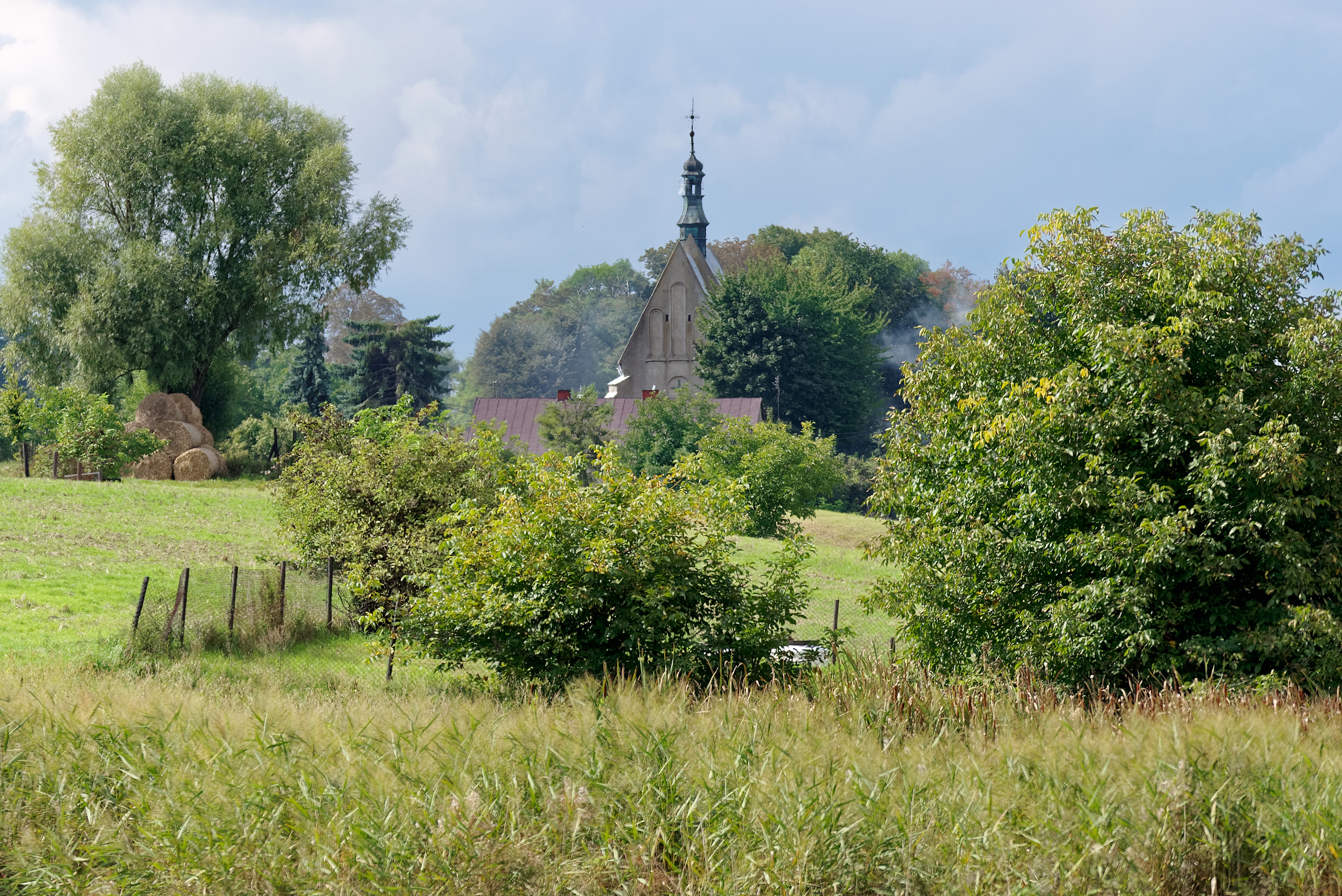

| SIMC    | Nazwa           | Rodzaj    |
| ------- | --------------- | --------- |
| 0806542 | Pod Szczucicami | część wsi |
| 0806565 | Poduchowne      | część wsi |
| 0806571 | Ślubna Góra     | część wsi |
| 0806588 | Zadole          | część wsi |

## Zabytki

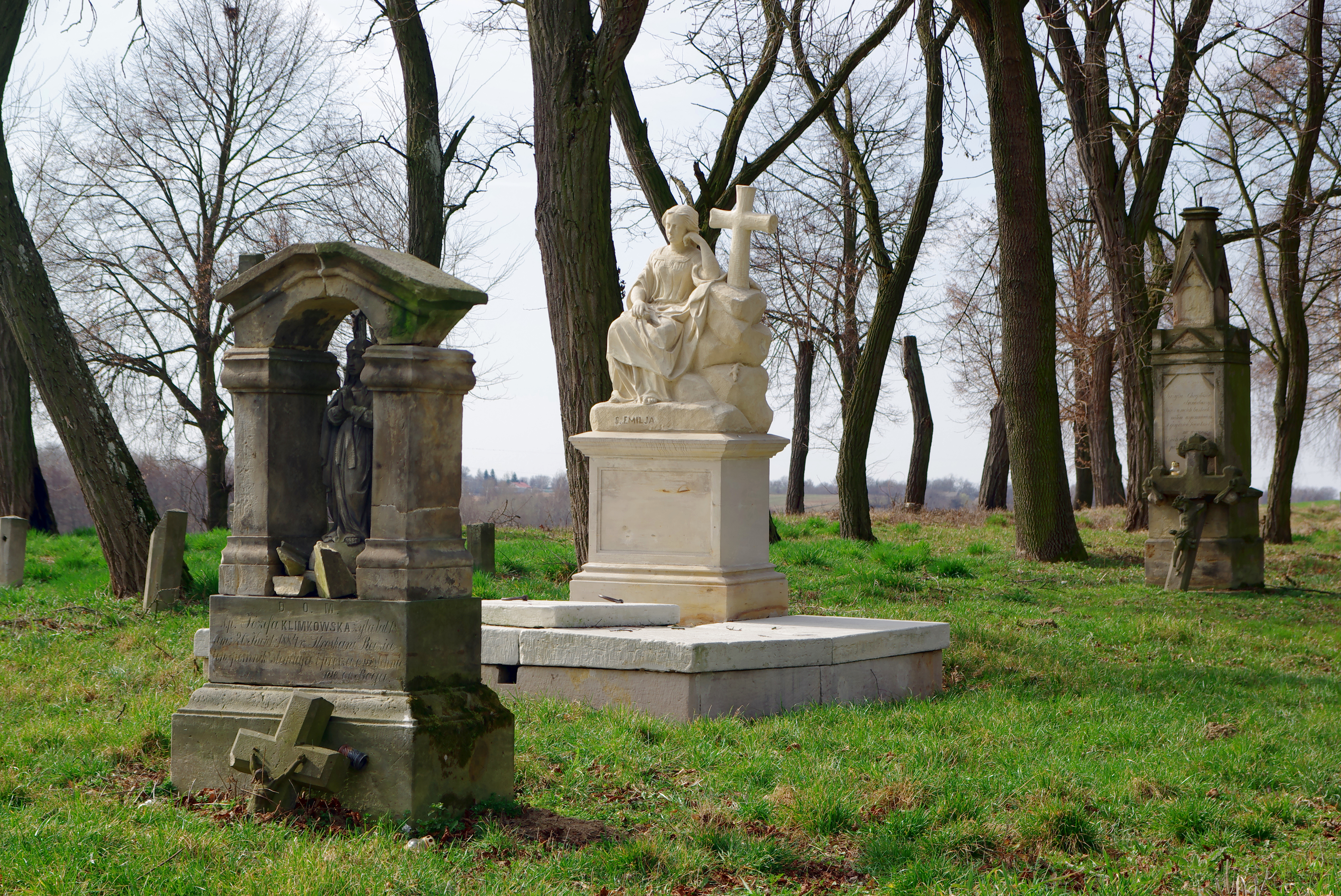
Stary cmentarz

Kościół parafialny pw. Wszystkich Świętych, wybudowany w 1460 r. w stylu gotyckim; rozbudowany w XVIII wieku; fundatorem kościoła był Andrzej Grocholski, właściciel dóbr Grocholice, wizerunki jego herbu Syrokomla umieszczone są na pilastrach narożnych; ołtarze, stalle w prezbiterium oraz chrzcielnica pochodzą z XVIII wieku; w 1882 kościół spłonął, został odbudowany i konsekrowany ponownie w 1892; obok świątyni usytuowana jest dzwonnica z 1816 r. ufundowana przez Jacka Małachowskiego, oraz stary cmentarz z nagrobkami z XIX wieku. 8 września 1904 został tutaj ochrzczony Witold Gombrowicz, który w księdze urodzonych w parafii widnieje pod pozycją 42 jako 'Marian Witold Gombrowicz'.
Kościół oraz nieczynny przykościelny cmentarz zostały wpisane do rejestru zabytków nieruchomych (nr rej.: A.562/1-2 z 11.03.1957, z 14.01.1972, z 20.05.1977 i z 16.06.1988).